# Doctor Who (film)
Doctor Who  este un film britanic american și canadian de televiziune din 1996 regizat de Geoffrey Sax. Rolurile principale au fost interpretate de actorii Paul McGann, Daphne Ashbrook și Eric Roberts. Dezvoltat și co-produs de BBC Worldwide, Universal Studios, 20th Century Fox și de rețeaua americană Fox, filmul a avut premiera la 12 mai 1996 pe canalul CITV în Edmonton, Alberta, Canada (canal deținut de WIC în acel moment înainte de a fi achiziționat de Canwest Global în 2000), cu 15 zile înainte de premiera TV în Regatul Unit pe canalul BBC One și cu două zile înainte de a avea premiera în SUA în rețeaua Fox. Filmul a avut o lansare cinematografică limitată în câteva țări.  

## Distribuție
În acest film apare al optulea Doctor interpretat de Paul McGann (și al șaptele Doctor interpretat de Sylvester McCoy), companionul acestuia fiind Dr. Grace Holloway (interpretat de Daphne Ashbrook).
- Yee Jee Tso – Chang Lee
- Eric Roberts – The Master
- John Novak – Salinger
- Michael David Simms – Dr. Swift
- Eliza Roberts – Miranda
- Dave Hurtubise – Professor Wagg
- Dolores Drake – Curtis
- Catherine Lough – Wheeler
- William Sasso – Pete
- Joel Wirkkunen – Ted
- Jeremy Radick – Gareth
- Bill Croft – Motorcyclist Policeman
- Mi-Jung Lee – News Anchor
- Joanna Piros – News Anchor
- Dee Jay Jackson – Security Man
- Gordon Tipple – The Old Master

### Recenzii
- Doctor Who (1996)  - recenzii la The Doctor Who Ratings Guide
- The Whoniverse's review on Doctor Who: The Enemy Within DVD

### Nuvelizare BBC
- Doctor Who (1996; novelisation)  - recenzii la The Doctor Who Ratings Guide